# Kungliga Tennishallen
Kungliga Tennishallen (omtalt Kungl. Tennishallen) er en arena i Stockholm, der primært benyttes til tennis. Den blev indviet i 1943, og ejes og drives af Kungl. Lawn Tennis Klubben. Siden 1969 er ATP-tennisturneringen Stockholm Open blevet spillet her.
Igennem tiderne har der været afholdt flere store boksekampe på stedet, ligesom mange koncerter er blevet afviklet her, hvor The Rolling Stones var hovednavnet i 1966.
I dag omfatter anlægget 15 indendørs- og seks udendørs tennisbaner, samt otte squashbaner. I arenaen er der også et fitnesscenter og rehabcenter. Udover ejeren Kungl. Lawn Tennis Klubben (KLTK), huser arenaen også en række eksterne lejere, blandt andre det nationale tennisforbund, Svenska Tennisförbundet.

## Galleri
- Volvo PV 444 lanceres 1. september 1944.
- Louis Armstrong og Jack Teagarden, oktober 1949.
- The Rolling Stones spiller i 1966.